# Kurely László
Kurely László (Debrecen, 1994 –) magyar színész.

## Életpályája
2014-ben érettségizett a debreceni Ady Endre Gimnázium drámatagozatán. 2014–2019 között a Színház- és Filmművészeti Egyetem hallgatója volt. 2024-ben az USA-ba költözött.

## Színházi szerepei
| Darab                     | Szerep                                      | Színház                  | Bemutató éve |
| ------------------------- | ------------------------------------------- | ------------------------ | ------------ |
| Mágnás Miska              | Baracs István                               | Csokonai Színház         | 2022         |
| Házasságon innen és túl   | Férfi (Feri)                                | Epic Theatre Company     | 2022         |
| A doktor úr               | Igazgató/Második rendőr                     | Vígszínház               | 2020         |
| Tesztoszteron             | Féreg                                       | Csokonai Színház         | 2019         |
| Mágnás Miska              | Szele, Korláth titkára                      | Vígszínház               | 2019         |
| Bonnie & Clyde            | Clyde Barrow                                | Csokonai Színház         | 2018         |
| Kurázsi mama és gyermekei | Lőportáros, Az Írnok, Az őrmester, A katona | Veszprémi Petőfi Színház | 2018         |
| A Pál utcai fiúk          | Richter                                     | Vígszínház               |              |

## Filmes, televíziós és színházi szerepei
- …a szomszéd tehene (2024) ...Strandoló
- Mellékhatás (2023) ...Rendőr
- A mi kis falunk (2023) ...Néprajzkutató
- Apatigris (2023) ...Férfi, aki elvesztette a kulcsát
- Gólkirályság (2023) ...Kelen SC játékos
- Doktor Balaton (2022) ...Pincér
- Egyszer volt Budán Bödör Gáspár (2020) ...Jehova tanúja
- Egynyári kaland (2017) ...Srác a bárban
- Tóth János (2017) ...Szerelő